# شهرستان لارامی (وایومینگ)
شهرستان لارامی، وایومینگ (به انگلیسی: Laramie County, Wyoming) یک سکونتگاه مسکونی در ایالات متحده آمریکا است که در وایومینگ واقع شده‌است.

## خصوصیات
شهرستان لارامای ۶٬۹۶۱٫۹۳ کیلومترمربع مساحت دارد.